# AlexNet

Comparison of the LeNet and AlexNet convolution, pooling and dense layers

AlexNet是一个卷积神经网络，由亚历克斯·克里泽夫斯基设计，与伊尔亚·苏茨克维和克里泽夫斯基的博士导师杰弗里·辛顿共同发表。
AlexNet参加了2012年9月30日举行的ImageNet大规模视觉识别挑战赛，达到最低的15.3%的Top-5错误率，比第二名低10.8个百分点。原论文的主要结论是，模型的深度对于提高性能至关重要，AlexNet的计算成本很高，但因在训练过程中使用了图形处理器（GPU）而使得计算具有可行性  。

## 背景
AlexNet并不是卷积神经网络（CNN）第一次利用快速GPU实现而赢得图像识别竞赛。K. Chellapilla等人（2006）在GPU上的CNN比同等的CPU实现速度快4倍。Dan Ciresan等人（2011）的深层CNN在IDSIA上已经快了60倍，并在2011年8月取得了超过人类的表现。从2011年5月15日到2012年9月10日，他们的CNN赢得了不少于四场图像竞赛。他们还极大提高了文献中多个图像数据库的最佳性能。
根据AlexNet的论文，其与Ciresan的早期网络“有些相似”。两者最初都用CUDA编写，可在GPU支持下运行。实际上，两者都是杨立昆等人（1989）介绍的CNN设计的变体，他将反向传播算法应用于福岛邦彦（福島 邦彦）最初提出的CNN架构“neocognitron”的一个变种。后来J. Weng提出的最大池化方法修改了该架构。

## 网络设计
AlexNet包含八层。前五层是卷积层，之后一些层是最大池化层，最后三层是全连接层。它使用了非饱和的ReLU激活函数，显示出比tanh和sigmoid更好的训练性能。

## 影响
AlexNet被认为是计算机视觉领域最有影响力的论文之一，它刺激了更多使用卷积神经网络和GPU来加速深度学习的论文的出现。
根據Google scholar網站統計，截至2024年中，AlexNet论文已被引用超过157,000次。

## 亚历克斯·克里泽夫斯基
亚历克斯·克里泽夫斯基（出生于乌克兰，在加拿大长大）是一名计算机科学家，以在人工神经网络和深度学习方面的工作而著称。在通过AlexNet赢得ImageNet 2012挑战赛后不久，他和同事将他们的创业公司DNN研究公司（DNN Research Inc.）卖给了Google。克里泽夫斯基对这项工作失去兴趣后，于2017年9月离开了Google。在Dessa公司，克里泽夫斯基将为新的深度学习技术提供建议和帮助。研究人员经常引用他的许多有关机器学习和计算机视觉的论文。